# Carmen Morell
Rosa María Ferrando Galiana, más conocida como Carmen Morell (Barcelona, 13 de enero de 1923 - Valencia, 27 de enero de 2015), fue una cantante de copla y actriz española.

## Trayectoria artística
Hija de Vicente, nacido en Almansa, Albacete, y Pilar, valenciana, emigrantes en Cataluña. Su padre trabajaba en los muelles de Barcelona, era muy aficionado al flamenco y la animaba a cantar con él en algunas reuniones familiares. Eran cuatro hermanos y ella empezó a dedicarse a la canción siendo aún adolescente, alternando con la humilde tarea de repostera. Con el tiempo llegaría a dominar varios géneros, como la zarzuela, cuplé, jota y, sobre todo, el folclore español y la copla andaluza, en esto iniciándose según el modelo de Concha Piquer. En 1944 realizó sus primeras actuaciones teatrales con un pequeño papel en la comedia “Noventa y nueve mujeres contra tres hombres”. Ese mismo año se formó la compañía de artistas juveniles “Caras Nuevas” en la que Carmen hacia versiones de altos de Concha Piquer y que la llevó de gira por Andalucía y Madrid. En 1946 formó pareja artística con Pepe Blanco para el espectáculo Alegría, que dirigió Salvador Videgain García, con música de los maestros Quintero, León y Quiroga. Junto a Pepe Blanco grabó cerca de 30 canciones, participó en  espectáculos y protagonizó tres películas. Tuvo con él un apasionado romance, pero hubo de soportar las infidelidades de él. También soportaría la desigual retribución en cuanto a la parte artística, que Pepe Blanco justificaba al basarse en su propia y superior popularidad. La pareja, que fue una de las más populares del mundo del espectáculo, se disolvió en 1961.
El éxito de Carmen Morell y Pepe Blanco sobre el escenario tuvo su traslado al cine en tres películas: La mujer, el torero y el toro (sobre la obra de Alberto Insúa, dirigida por Fernando Butragueño, 1950), Amor sobre ruedas (Ramón Torrado, 1954) y Maravilla (Javier Setó, 1957).  
Tras esta separación, Carmen Morell continuó su carrera en solitario, formando compañía propia y actuando en festivales. En 1990, y tras un periodo de silencio, Carmen participó en la promoción de un disco recopilatorio de coplas para la compañía EMI, actuando en varios programas de televisión. Dos años después Carmen Morell protagonizó el homenaje a Estrellita Castro en el programa de Antena 3 Quédate con la copla. 
Vivió retirada en Valencia, donde falleció el 27 de enero de 2015 a los 92 años, tras pasar los cinco últimos años de su vida ingresada en una residencia. Carmen Morell padecía demencia senil y se encontraba muy débil de salud y memoria, aunque muchos de sus compañeros comentaban que, a pesar de ello, nunca olvidó ninguna de sus letras. Enviudó en 1994 de Gustavo Gutiérrez Quiñones, con quien no tuvo hijos, y que fue su representante. Desde el momento en que empeoró su estado de salud recibió la ayuda económica de la Fundación AISGE, de la que era la socia número 3.160.

## Canciones más populares
- Me debes un beso
- El granate
- Amor que viene cantando
- El piropo
- Pregonera de España
- El mirlo blanco
- Rosa de Capuchinos
- Horchatera valenciana
- La hija de la Tirana
- Inés de Castro

## Filmografía
- La mujer, el torero y el toro (Fernando Butragueño, 1950)
- Amor sobre ruedas (Ramón Torrado, 1954)
- Maravilla (Javier Setó, 1957)